# Grand Prix USA 1991
Grand Prix USA 1991 (XXVIII Iceberg United States Grand Prix), úvodní závod 42. ročníku mistrovství světa vozů Formule 1 se potřetí uskutečnil na městském okruhu v Phoenixu (Arizona), který oproti předchozím ročníkům doznal technických změn.

## Grand Prix USA
- 10. březen 1991
- Okruh Phoenix
- 81 kol x 3,721 km = 301,401 km
- 501. Grand Prix
- 27. vítězství Ayrtona Senny
- 87. vítězství pro McLaren
- 64. vítězství pro Brazílii
- 65. vítězství pro vůz se startovním číslem 1

## Výsledky
| Pozice | Jezdec            | Vůz                | Čas                |
| ------ | ----------------- | ------------------ | ------------------ |
| 1      | Ayrton Senna      | McLaren MP4/6      | 2:00'47.828        |
| 2      | Alan Prost        | Ferrari 641        | á 0:16:322         |
| 3      | Nelson Piquet     | Benetton B190B     | á 0:17:376         |
| 4      | Stefano Modena    | Tyrrell 020        | á 0:25:409         |
| 5      | Satoru Nakadžima  | Tyrrell 020        | á 1 kolo           |
| 6      | Aguri Suzuki      | Larousse Lola L91  | á 2 kola           |
| 7      | Nicola Larini     | Lamborghini 291    | á 3 kola           |
| 8      | Gabriele Tarquini | AGS JH25           | á 4 kola           |
| 9      | Pierluigi Martini | Minardi M191       | á 6 kol/Motor      |
| 10     | Bertrand Gachot   | Jordan 191         | á 6 kol/Motor      |
| 11     | Martin Brundle    | Brabham BT59Y      | á 8 kol            |
| 12     | Jean Alesi        | Ferrari F1-91      | á 9 kol/Převodovka |
| Kolo   | Odstoupili        | -                  | -                  |
| 59     | Mika Häkkinen     | Lotus 102B         | Motor              |
| 49     | Riccardo Patrese  | Williams FW14      | Převodovka         |
| 49     | Roberto Moreno    | Benetton B190B     | Kolize             |
| 41     | Michele Alboreto  | Footwork A11C      | Motor              |
| 40     | Ivan Capelli      | Leyton House CG911 | Převodovka         |
| 40     | Thierry Boutsen   | Ligier JS35        | Motor              |
| 36     | Gerhard Berger    | McLaren MP4/6      | Palivová pumpa     |
| 35     | Nigel Mansell     | Williams FW14      | Převodovka         |
| 34     | Mauricio Gugelmin | Leyton House CG911 | Převodovka         |
| 32     | Mark Blundell     | Brabham BT59Y      | Mimo trať          |
| 16     | Emanuele Pirro    | Dallara BMS-191    | Převodovka         |
| 15     | Gianni Morbidelli | Minardi M191       | Převodovka         |
| 12     | J.J.Lehto         | Dallara BMS-191    | Převodovka         |
| 4      | Eric Bernard      | Larousse Lola L91  | Motor              |

### Nejrychlejší kolo
- Jean Alesi Ferrari 1'26.758
- 1. nejrychlejší kolo Jeana Alesiho
- 118. nejrychlejší kolo pro Ferrari
- 75. nejrychlejší kolo pro Francii
- 21. nejrychlejší kolo pro vůz se startovním číslem 28

### Vedení v závodě
| Kola      | km         | Jezdec       | %    |
| 1-81 kolo | 301.401 km | Ayrton Senna | 100% |
| --------- | ---------- | ------------ | ---- |

| Ayrton Senna |
| ------------ |

### Postavení na startu
- Ayrton Senna McLaren Honda 1'21.434
- 53. pole positions Ayrtona Senny
- 68. pole positions pro McLaren
- 84. pole positions pro Brazílii
- 58. pole positions pro vůz se startovním číslem 1

| 1. řada  | 2                 | 1                 |
|          | Alain Prost       | Ayrton Senna      |
|          | Ferrari           | McLaren           |
|          | 1'22.555          | 1'21.434          |
| 2. řada  | 4                 | 3                 |
|          | Nigel Mansell     | Riccardo Patrese  |
|          | Williams          | Williams          |
|          | 1'23.218          | 1'22.833          |
| 3. řada  | 6                 | 5                 |
|          | Jean Alesi        | Nelson Piquet     |
|          | Ferrari           | Benetton          |
|          | 1'23.519          | 1'23.384          |
| 4. řada  | 8                 | 7                 |
|          | Roberto Moreno    | Gerhard Berger    |
|          | Benetton          | McLaren           |
|          | 1'23.881          | 1'23.742          |
| 5. řada  | 10                | 9                 |
|          | J J Lehto         | Emanuele Pirro    |
|          | Dallara           | Dallara           |
|          | 1'24.891          | 1'24.792          |
| 6. řada  | 12                | 11                |
|          | Martin Brundle    | Stefano Modena    |
|          | Brabham           | Tyrrell           |
|          | 1'25.385          | 1'25.065          |
| 7. řada  | 14                | 13                |
|          | Bertrand Gachot   | Mika Häkkinen     |
|          | Jordan            | Lotus             |
|          | 1'25.701          | 1'25.448          |
| 8. řada  | 16                | 15                |
|          | Satoru Nakadžima  | Pierluigi Martini |
|          | Tyrrell           | Minardi           |
|          | 1'25.752          | 1'25.715          |
| 9. řada  | 18                | 17                |
|          | Ivan Capelli      | Nicola Larini     |
|          | Lola              | Lamborghini       |
|          | 1'26.121          | 1'25.791          |
| 10. řada | 20                | 19                |
|          | Thierry Boutsen   | Éric Bernard      |
|          | Ligier            | Lola              |
|          | 1'26.500          | 1'26.425          |
| 11. řada | 22                | 21                |
|          | Gabriele Tarquini | Aguri Suzuki      |
|          | AGS               | Lola              |
|          | 1'26.851          | 1'26.548          |
| 12. řada | 24                | 23                |
|          | Mark Blundell     | Mauricio Gugelmin |
|          | Brabham           | Leyton House      |
|          | 1'26.915          | 1'26.865          |
| 13. řada | 26                | 25                |
|          | Gianni Morbidelli | Michele Alboreto  |
|          | Minardi           | Footwork          |
|          | 1'27.042          | 1'27.015          |
| -------- | ----------------- | ----------------- |

### Kvalifikace
| Pozice | Jezdec            | Vůz          | Čas      |
| ------ | ----------------- | ------------ | -------- |
| 1      | Ayrton Senna      | McLaren      | 1'21.434 |
| 2      | Alan Prost        | Ferrari      | 1'22.555 |
| 3      | Riccardo Patrese  | Williams     | 1'22.833 |
| 4      | Nigel Mansell     | Williams     | 1'23.218 |
| 5      | Nelson Piquet     | Benetton F1  | 1'23.384 |
| 6      | Jean Alesi        | Ferrari      | 1'23.519 |
| 7      | Gerhard Berger    | McLaren      | 1'23.742 |
| 8      | Roberto Moreno    | Benetton     | 1'23.881 |
| 9      | Emanuele Pirro    | Dallara      | 1'24.792 |
| 10     | J.J.Lehto         | Dallara      | 1'24.891 |
| 11     | Stefano Modena    | Tyrrell      | 1'25.065 |
| 12     | Martin Brundle    | Brabham      | 1'25.385 |
| 13     | Mika Häkkinen     | Lotus        | 1'25.448 |
| 14     | Bertrand Gachot   | Jordan       | 1'25.701 |
| 15     | Pierluigi Martini | Minardi      | 1'25.715 |
| 16     | Satoru Nakadžima  | Tyrrell      | 1'25.752 |
| 17     | Nicola Larini     | Lamborghini  | 1'25.791 |
| 18     | Ivan Capelli      | Leyton House | 1'26.121 |
| 19     | Eric Bernard      | Lola         | 1'26.425 |
| 20     | Thierry Boutsen   | Ligier       | 1'26.500 |
| 21     | Aguri Suzuki      | Lola         | 1'26.548 |
| 22     | Gabriele Tarquini | AGS          | 1'26.851 |
| 23     | Mauricio Gugelmin | Leyton House | 1'26.865 |
| 24     | Mark Blundell     | Brabham      | 1'26.915 |
| 25     | Michele Alboreto  | Footwork     | 1'27.015 |
| 26     | Gianni Morbidelli | Minardi      | 1'27.042 |
| 27     | Alex Caffi        | Footwork     | 1'27.519 |
| 28     | Stefan Johansson  | AGS          | 1'27.753 |
| 29     | Érik Comas        | Ligier       | 1'27.904 |
| 30     | Julian Bailey     | Lotus        | 1'28.570 |

### Předkvalifikace
| Pozice | Jezdec             | Vůz         | Čas      |
| ------ | ------------------ | ----------- | -------- |
| 1      | Emanuele Pirro     | Dallara     | 1'28.288 |
| 2      | J.J.Lehto          | Dallara     | 1'28.792 |
| 3      | Nicola Larini      | Lamborghini | 1'30.244 |
| 4      | Bertrand Gachot    | Jordan      | 1'30.304 |
| 5      | Andrea de Cesaris  | Jordan      | 1'30.937 |
| 6      | Pedro Matos Chaves | Coloni      | 1'31.113 |
| 7      | Olivier Grouillard | Fondmetal   | 1'32.126 |
| 8      | Eric van de Poele  | Lamborghini | 1'37.046 |

### Zajímavosti
- V závodě debutovali: Eric van de Poele, Mark Blundell, Mika Häkkinen, Pedro Matos Chaves, Érik Comas
- Poprvé se ve světě formule 1 objevil vůz Fondmetal, Footwork, Jordan, Lamborghini a motory Ilmor.
- Poprvé se představily nové modely AGS JH25B, Benetton B190B, Brabham BT59Y, Coloni C4, Dallara BMS-191, Ferrari F1-91, Fondmetal FA1ME, Footwork A11C, Jordan 191. Lamborghini 291, Leyton House CG911, Ligier JS35, Lola LC91, Lotus 102B, McLaren MP4/6, Minardi M191, Tyrrell 020, Williams FW14
- 25 GP absolvoval Emanuele Pirro a Jean Alesi
- 50 GP absolvoval Stefano Modena
- 75 GP absolvoval Martin Brundle
- 100 GP absolvoval Gerhard Berger
- 100 GP pro motory Lamborghini

| Pole position | Vítězství     | Nej. kolo     |
| Ayrton Senna  | Ayrton Senna  | Jean Alesi    |
| McLaren MP4/6 | McLaren MP4/6 | Ferrari F1-91 |
| 1'21.434      | 2:00'47.828   | 1'26.758      |
| 164.496 km/h  | 149.706 km/h  | 154.402 km/h  |
| ------------- | ------------- | ------------- |

### Stav MS
| * | Jezdec           | Body |
| - | ---------------- | ---- |
| 1 | Ayrton Senna     | 10   |
| 2 | Alain Prost      | 6    |
| 3 | Nelson Piquet    | 4    |
| 4 | Stefano Modena   | 3    |
| 5 | Satoru Nakadžima | 2    |
| 6 | Aguri Suzuki     | 1    |

| * | Vůz      | Body |
| - | -------- | ---- |
| 1 | McLaren  | 10   |
| 2 | Ferrari  | 6    |
| 3 | Tyrrell  | 5    |
| 4 | Benetton | 4    |
| 5 | Lola     | 1    |

| * | Stát     | Body |
| - | -------- | ---- |
| 1 | Brazílie | 14   |
| 2 | Francie  | 6    |
| 3 | Itálie   | 3    |
| 4 | Japonsko | 3    |